# Věrnost (Dr. House)
Věrnost (v anglickém originále Fidelity) je sedmá epizoda z první řady seriálu Dr. House.

## Děj
Muž jménem Ed se vrací domu po joggingu s nejlepším přítelem a nachází v posteli nemocnou manželku Allison. Ta spí 18 hodin denně a je velmi podrážděná. House se z počátku domnívá, že se jedná o klinickou depresi. Jeho teorie se ale nepotvrdí. Poté, co nejsou schopni odhalit diagnózu je poslána na vyšetření magnetickou rezonancí. Poté dostává záchvaty. House si myslí, že možná diagnóza je nádor na mozku, zatímco Wilson si myslí, že je to rakovina prsu Na vyšetření však žádný tumor není nalezen. House posílá Foremana do Allisonina zaměstnání, kde však nic nenajde. Zjišťuje však, že se zde připravuje i králičí maso, a že by se tudíž mohlo jednat o králičí chřipku. Další symptomy ukazují na africkou spavou nemoc. Obě léčby jsou však velmi riskantní. Musí tedy zjistit, zda některý z páru neměl poměr s někým jiným. To však oba zásadně popřou. House ji tedy začne léčit králičí chřipku Melarsoprolem, avšak Allison krátce poté upadne do kómatu. Tím se ukáže, že se jedná o africkou spavou nemoc a House potřebuje manželům souhlas, aby začal s léčbou. Ten manželčinu nevěru velice špatně snáší. Dokonce Cameronové říká, že si přeje, aby zemřel. Ta, jelikož zažila situaci, kdy jí umíral její manžel na rakovinu, jeho chování odsoudí. Když se Allisonin stav rapidně zhoršuje, její manžel začne brečet a prosí ji, aby neumírala. Poté, co se však její stav zlepší a ona se probudí, ji opustí. House se Allison ptá, kdo byl její milenec, aby se mohl léčit. Cameronová pak za ním jde a zjišťuje se, že je to Edův nejlepší přítel.

## Diagnózy
- špatné diagnózy: klinická deprese, nádor na mozku, rakovina prsu (paraneoplastický syndrom), králičí chřipka (tularémie)
- správná diagnóza: Africká spavá nemoc (trypanosomiáza) přenesená sex. stykem